# Ioan Vulpescu
Ioan 'Ionuț' Vulpescu (Târgoviște, 1976. június 17. –) román filozófus, szociáldemokrata párti politikus, művelődési miniszter (2014–2015).

## Élete
Ortodox teológián végzett Bukarestben, filozófiából doktorált. 2012 és 2016 között képviselő, a művelődési szakbizottság tagja (2014-ig), korábban a Román Kulturális Intézet vezetőtanácsába is beválasztották. Az egykori román államfő, majd a Szociáldemokrata Párt (PSD) tiszteletbeli elnökének, Ion Iliescunak a tanácsadója volt egészen 2005-ig.
2014 decemberében, a Victor Ponta negyedszerre átalakított kabinetjének művelődési minisztere lett. Alig egy évvel később, 2015. november 4-én a szociáldemokrata Ponta-kormány – a bukaresti Colectiv klubban történt halálos áldozatokat követelő diszkótűz miatt – az utcára vonuló tüntetők nyomására benyújtotta lemondását. Helyét átadta a Cioloș-féle technokrata kormány új miniszterének, Vlad Alexandrescunak (nov. 17.). A 2016. december 11-i parlamenti választásokon a PSD színeiben indult Bukarest 42-es választókerületében a szenátusi székért, melyet meg is szerzett. A 2017. január 4-én megalakuló Grindeanu-kormányban ismét megkapta a kulturális szaktárcát, kiegészítve a nemzeti identitással.